# Trissernis prasinoscia
Trissernis prasinoscia är en fjärilsart som beskrevs av Edward Meyrick 1902. Trissernis prasinoscia ingår i släktet Trissernis och familjen nattflyn. Inga underarter finns listade i Catalogue of Life.